# Helen Yao
Yao Xingtong ou Helen Yao (née le 12 avril 1983) est une actrice chinoise,. Elle est connue aussi par le nom  Anankingva. Elle parle français et anglais couramment.
Yao est connue pour les rôles de Ma Liruo et de Coco dans le film Vie de Sentime (2010) et CZ12 (2012) respectivement.

## Vie

### Jeunesse
Yao naît et grandit dans le District de Nangang (Harbin), Heilongjiang. Elle obtint un diplôme de l’Université de cinéma de Pékin, où elle spécialisa en comédie.

### Carrière d’actrice
On choisit Yao comme actrice de seconde rôle dans beaucoup de séries télévisées, telles que La guerre et le destin, Avec toi, Histoire policière, et Récits de la voyage de Kangxi : Incognito 5.
Son premier rôle était une apparition sans reconnaissance dans le film Croissance (2006).
Après avoir joué des rôles sans importance dans diverses films et séries télévisées, Yao obtint un rôle de premier plan dans un film nommé  Fleur, pour lequel elle reçut une nomination au Coq d'or de la meilleure actrice.
En 2009, Yao joua dans une comédie romantique, Vie de Sentime, avec Ming Dow et Xia Yu, ce qui lui mérita un prix de meilleure révélation au Festival international du film de Macao.
Yao reçut la gloire internationale comme vedette dans le rôle de Coco dans CZ12 (2012), un film d’action de Hong Kong et de la Chine coréalisé et écrit par Jackie Chan, qui joua le premier rôle,. Ça connut tout de suite une grande réussite au box office et a été salué par la critique.
En 2014, Yao joua le rôle prépondérant dans Ex-Files, une comédie romantique qui avait pour vedettes Han Geng, Wang Likun et Zheng Kai.

## Filmographie

### Film
| Année | Titre                             | Titre chinois   | Rôle      | Notes |
| ----- | --------------------------------- | --------------- | --------- | ----- |
| 2006  | Croissance                        | 《成长》        | guest     |       |
| 2008  | Fleur                             | 《绽放》        | Yue Ming  |       |
| 2009  | Un amour comme des contes de fées | 《爱情童话》    | guest     |       |
| 2009  | Contrat d’échange                 | 《变身契约》    | Mao Lala  |       |
| 2010  | Vie de Sentime                    | 《感情生活》    | Ma Liruo  |       |
| 2012  | Chinese Zodiac                    | 《十二生肖》    | Coco      |       |
| 2014  | Ex-Files                          | 《前任攻略》    | Xia Lu    |       |
| 2014  | Amour en Fidji 99 ℃               | 《斐济99℃爱情》 | Lin Ke    |       |
| 2015  | Tyran 520                         | 《土豪520》     |           |       |
| 2015  | Qui suis-je 2015                  | 《我是谁2015》  |           |       |
| 2019  | La Légende du dragon              |                 | Cheng Lan |       |

### Télévision
| Année | Titre                                       | Titre chinois       | Rôle         | Notes |
| ----- | ------------------------------------------- | ------------------- | ------------ | ----- |
| 2003  | Avec toi                                    | 《和你在一起》      | Zi Yi        |       |
| 2004  | Voie exceptionnelle                         | 《非常道》          | Chen Xiaoyu  |       |
| 2004  | Histoire policière                          | 《刑警故事》        | guest        |       |
| 2004  | Vœux de la mer                              | 《海的誓言》        | Lu Yajie     |       |
| 2005  | Epée des rivières, tournée des lacs         | 《游剑江湖》        | guest        |       |
| 2006  | La guerre et le destin                      | 《庚子风云》        | Princesse    |       |
| 2006  | Récits de la voyage de Kangxi : Incognito 5 | 《康熙微服私访记5》 | Qian Xiangya |       |
| 2007  | Mudao                                       | 《墓道》            | guest        |       |
| 2007  | Fracas                                      | 《撞车》            | Liu Ying     |       |
| 2010  | Je veux une famille                         | 《我要一个家》      | Meng Xiaoyu  |       |

## Prix
| Année | Œuvre          | Prix                                    | Résultat                           | Notes |
| ----- | -------------- | --------------------------------------- | ---------------------------------- | ----- |
| 2009  | Fleur          | Coq d’or de la meilleure actrice        | Nomination                         |       |
| 2009  | Vie de Sentime | Festival international du film de Macao | Le prix de la meilleure révélation |       |